# 石川町 (大田区)
石川町（いしかわちょう）は、東京都大田区の地名。現行行政地名は石川町一丁目および石川町二丁目。住居表示実施済区域。

## 地理
大田区北部に位置する。石川町は東急目黒線と池上線とに挟まれ、南北に長い形をしていて、そのほぼ北半分が石川町一丁目、南半分が石川町二丁目である。　ここは大田区、世田谷区、目黒区の3区が集まった地点にあり、周囲は西側を世田谷区東玉川、奥沢と目黒区緑が丘とに接し、北を目黒区大岡山に接し、東は大田区南千束とごくわずかに北千束に接し、南は中原街道を境に大田区東雪谷と南雪谷とに接する。
多くは閑静な住宅街であるが、東京工業大学大岡山キャンパスの敷地もかなりの部分が当町内にある。また閑静な住宅街に数々の企業社宅も点在していたが、現在はマンションに立替えられたものも少なくない。現在も日本銀行や双日（日商岩井）の社宅団地が存在する。

## 歴史

### 地名の由来
『新編武蔵風土記稿』は「石川」を呑川の別称とする。

### 沿革
- 石川町の起源は明治初年の東京府荏原郡石川村にある。
- 1888年の新しい町村制実施を受けて、1889年（明治22年）に石川村を含む近隣10ヶ村が合併して新「池上村」ができ、石川村は荏原郡池上村大字石川となった。
- 1923年（大正12年） 池上線が開通、隣接する大字雪ヶ谷字石川に「石川駅」が開業、まもなく「石川台駅」と改称した。
- 1924年（大正13年） 東京高等工業学校（現・東京工業大学）が浅草区蔵前から大岡山へ移転してきた。
- 1926年（大正15年）、池上村は町制をしき、荏原郡池上町となった。
- 1932年（昭和7年）、荏原郡は東京市に編入され、東京市大森区石川町が誕生した。
- 1947年（昭和22年）に大田区が誕生し、大田区石川町となった。
- 1960年（昭和35年）の住居表示実施に伴う町域調整により、中原街道が南の雪ヶ谷町との境界となり、石川町は街道まで版図を広げた。

## 世帯数と人口
2024年（令和6年）4月1日現在（東京都発表）の世帯数と人口は以下の通りである。
| 丁目         | 世帯数    | 人口    |
| ------------ | --------- | ------- |
| 石川町一丁目 | 826世帯   | 1,614人 |
| 石川町二丁目 | 1,887世帯 | 3,859人 |
| 計           | 2,713世帯 | 5,473人 |

### 人口の変遷
国勢調査による人口の推移。
| 年                 | 人口  |
| ------------------ | ----- |
| 1995年（平成7年）  | 4,893 |
| 2000年（平成12年） | 5,538 |
| 2005年（平成17年） | 5,443 |
| 2010年（平成22年） | 5,603 |
| 2015年（平成27年） | 5,756 |
| 2020年（令和2年）  | 5,670 |

### 世帯数の変遷
国勢調査による世帯数の推移。
| 年                 | 世帯数 |
| ------------------ | ------ |
| 1995年（平成7年）  | 2,008  |
| 2000年（平成12年） | 2,324  |
| 2005年（平成17年） | 2,425  |
| 2010年（平成22年） | 2,610  |
| 2015年（平成27年） | 2,749  |
| 2020年（令和2年）  | 2,705  |

## 学区
区立小・中学校に通う場合、学区は以下の通りとなる（2023年3月時点）。
| 丁目         | 番地 | 小学校               | 中学校               |
| ------------ | ---- | -------------------- | -------------------- |
| 石川町一丁目 | 全域 | 大田区立洗足池小学校 | 大田区立石川台中学校 |
| 石川町二丁目 | 全域 | 大田区立洗足池小学校 | 大田区立石川台中学校 |

## 事業所
2021年（令和3年）現在の経済センサス調査による事業所数と従業員数は以下の通りである。
| 丁目         | 事業所数 | 従業員数 |
| ------------ | -------- | -------- |
| 石川町一丁目 | 23事業所 | 82人     |
| 石川町二丁目 | 52事業所 | 399人    |
| 計           | 75事業所 | 481人    |

### 事業者数の変遷
経済センサスによる事業所数の推移。
| 年                 | 事業者数 |
| ------------------ | -------- |
| 2016年（平成28年） | 75       |
| 2021年（令和3年）  | 75       |

### 従業員数の変遷
経済センサスによる従業員数の推移。
| 年                 | 従業員数 |
| ------------------ | -------- |
| 2016年（平成28年） | 502      |
| 2021年（令和3年）  | 481      |

## 施設

### 教育
- 東京工業大学大岡山キャンパス

大學キャンパスの所在地は目黒区大岡山になっているが、キャンパスのうち、大岡山地区の本館を含む南半分と石川台地区全域は石川町地内にある。
- 大田区立石川台中学校
- 世田谷区立東玉川小学校

世田谷区東玉川を学区とする東玉川小学校は世田谷区立であるが、その敷地の過半は石川町地内にある。

### 福祉
- 雪谷工房（地域活動支援センターII型）

### その他
- 石川台駅

池上線石川台駅は町に隣接する東雪谷にある。
- 石川神社

石川町一丁目にあり、かつての石川村の鎮守、神明社。今もかつての地、東京工大大岡山地区の南西の境界に接して、神明坂から入ったところにある。
- 中原街道が呑川を渡る石川橋付近には、大雨時に呑川の水を中原街道の地下を通り多摩川に逃がす水路の入口がある。

## その他

### 日本郵便
- 郵便番号 : 145-0061[2]（集配局 : 田園調布郵便局[15]）。